# Клиф Алисън
Клифърд Алисън (на английски: Henry Clifford Allison) е британски автомобилен състезател, състезавал се във Формула 1 за тимовете на Лотус, Ферари, Скудерия Чентро Сюд и „UDT Laystall“.
Претърпява тежък състезателен инцидент в старта за Голямата награда на Монако през 1960 г., когато управляваният от него болид - „Ферари“ губи едно от колелата си. Успява да се възстанови и през следващата година участва с Лотус. в старта за Голямата нагада на Белгия 1970 отново катастрофира тежко поради откъснато колело на болида – чупи тежко краката си и това слага край на състезателната му кариера. Бори с последствията от нараняванията през целия си живот.
След края на спортната му кариера, основава транспортна фирма в родния си град Бро, която притежава няколко междуградски и училищни автобуси.